# استفان ریستوفسکی
استفان ریستوفسکی (مقدونی: Стефан Ристовски؛ زادهٔ ۱۲ فوریهٔ ۱۹۹۲) بازیکن فوتبال اهل مقدونیه شمالی است.
از باشگاه‌هایی که در آن بازی کرده‌است می‌توان به باشگاه فوتبال رییکا، باشگاه فوتبال اسپتزیا، باشگاه فوتبال واردار، باشگاه فوتبال کروتونه، باشگاه فوتبال لاتینا، باشگاه فوتبال فروزینونه، باشگاه فوتبال باری و باشگاه فوتبال پارما اشاره کرد.
وی همچنین در تیم‌های ملی فوتبال زیر ۲۱ سال مقدونیه شمالی و مقدونیه شمالی بازی کرده‌است.